# Mitja Bervar
Mitja Bervar, slovenski politik in ekonomist, * 18. julij 1965.
Bervar je bil Predsednik Državnega sveta med letoma 2012 in 2017.
Je član Interesne skupine negospodarskih dejavnosti - izvoljen kot predstavnik kulture in športa.
Po izobrazbi je diplomirani ekonomist in magister managementa. Usposobljen je za delo na področju delovanja nadzornih svetov in upravnih odborov družb.